# 可追溯性 (物流)
在物流管理中，可追溯性（英語：traceability, product tracing, trace and track）是指沿著產銷供應鏈追蹤貨品位置、狀況等資料的能力。這種能力可以以一套批次號或流水號系統為基礎。可追溯性是建立物联网的基础。產品追溯能力是汽車工業中重要的一環。有此能力汽車業才有召回的能力。可追溯性在食品業中則用於控制食品安全。

## 食品可追溯性（食品履歷）
可追溯性在食品業中稱為產銷履歷或食品履歷，用於控制食品安全以及一些其他要求。美國、歐盟、日本已作出規定，要求許多食品提供產銷履歷。1997年，欧盟委员会首次提出了这个概念。

## 應用範例

### 台灣

農產品產銷履歷標章

行政院農委會（今中華民國農業部）於2004年開始推動「農產品產銷履歷」制度。理念包含：
- 涵括從生產到流通的整個食品鏈過程。
- 可以追蹤追溯。
- 提供批次產品之產銷公開資訊。

台灣農業的追溯制度主要有三大類型，包括「產銷履歷」、「吉園圃」、以及「生產追溯-QR-cord」。

### 法国
法国AOC协会於2011年開始推動「法国波尔多地区AOC原产地认证」制度。

### 中國大陸
2005年4月20日，由山东省标准化研究院负责开发的“食品安全追溯系统”亮相於第六届中国（寿光）国际蔬菜科技博览会。

## 外部連結
- 有身分證的安全農產品: : 從田間到餐桌，農委會提供。
- 農產品掛保證‧消費者更安心，農委會提供。文中簡單提到產銷履歷的由來。